# 1981 في إيران
فيما يلي قوائم الأحداث التي وقعت خلال عام 1981 في إيران.

## أحداث
- 28 يونيو – تفجير هفت تير

## سياسة

### تعيين في المنصب
- 11 مارس – محمد علي رجائي قائمة وزراء خارجية إيران،رئيس الجمهورية الإسلامية الإيرانية.
- 4 أغسطس – محمد جواد باهنر رئيس وزراء إيران.
- 13 أكتوبر – علي خامنئي رئيس الجمهورية الإسلامية الإيرانية.
- 31 أكتوبر – مير حسين موسوي رئيس وزراء إيران.

### انتهاء فترة المنصب
- 20 يونيو – أبو الحسن بني صدر رئيس الجمهورية الإسلامية الإيرانية،رئيس الجمهورية الإسلامية الإيرانية.
- 1 أغسطس – محمد علي رجائي عضو مجلس الشورى الإسلامي،رئيس وزراء إيران،قائمة وزراء خارجية إيران،رئيس الجمهورية الإسلامية الإيرانية.
- 10 أغسطس – محمد جواد باهنر وزارة الثقافة والإرشاد الإسلامي،رئيس وزراء إيران.
- 13 أكتوبر – علي خامنئي عضو مجلس الشورى الإسلامي.

## مواليد

### يناير
- 1 يناير – بهاره هدايت ناشطة إيرانية.
- 1 يناير – عمر بن لادن
- 1 يناير – هاشم شعباني كاتب إيراني.
- 15 يناير – هادي عقيلي لاعب كرة قدم إيراني.[1]

### فبراير
- 14 فبراير – محسن خليلي لاعب كرة قدم إيراني.[2]

### أبريل
- 23 أبريل – جواد كاظميان لاعب كرة قدم إيراني.[3]

### مايو
- 3 مايو – علي علي زاده لاعب كرة قدم إيراني.[4]
- 15 مايو – جلال كاملي مفرد لاعب كرة قدم إيراني.[5]

### يوليو
- 27 يوليو – مهدي سيد صالحي لاعب كرة قدم إيراني.[6]

### أغسطس
- 23 أغسطس – أبو الفضل حاجي زاده لاعب كرة قدم إيراني.[7]

### سبتمبر
- 6 سبتمبر – أمير حسين صادقي لاعب كرة قدم إيراني.[8]
- 17 سبتمبر – أبو ذر رحيمي لاعب كرة قدم إيراني.[9]

### أكتوبر
- 12 أكتوبر – مهدي سهرابي درّاج طريق إيراني.
- 19 أكتوبر – مهرزاد معدنتشي لاعب كرة قدم إيراني.

### نوفمبر
- 18 نوفمبر – نسيم بيدراد[10]

## وفيات

### يناير
- 1 يناير – سعيد سلطان بور (مواليد 1940)
- 1 يناير – عبد الحسين دستغيب (مواليد 1913)

### أبريل
- 22 أبريل – محمود فرخ الخراساني (مواليد 1896) شاعر إيراني.

### يونيو
- 20 يونيو – مصطفى تشمران (مواليد 1932) سياسي إيراني.
- 28 يونيو – محمد بهشتي (مواليد 1928)[11]

### أغسطس
- 30 أغسطس – محمد جواد باهنر (مواليد 1933) سياسي إيراني.[12]
- 30 أغسطس – محمد علي رجائي (مواليد 1933) سياسي ومدرس إيراني.[13]

### سبتمبر
- 29 سبتمبر – محمد جهان آرا (مواليد 1954)

### نوفمبر
- 15 نوفمبر – محمد حسين الطباطبائي (مواليد 1892) فيلسوف إيراني.